# Tectaria heterocarpa
Tectaria heterocarpa är en ormbunkeart som först beskrevs av Richard Henry Beddome, och fick sitt nu gällande namn av Conrad Vernon Morton. Tectaria heterocarpa ingår i släktet Tectaria och familjen Tectariaceae. Inga underarter finns listade.